# Битва при Паніоні
Битва при Паніоні (Паніумі) відбулася в 200 році до н. е. під час П'ятої Сирійської війни між арміями Селевкідів та Птолемеїв. У цій битві зустрілись військо Селевкідів на чолі з Антіохом III Великим та військо Птолемеїв, яке очолював Скопас з Етолії. Селевкіди здобули вирішальну перемогу, знищивши армію Птолемеїв і завоювали провінцію Келесирія. Держава Птолемеїв так і не змогла оговтатися від поразки при Паніоні і перестала бути великою державою, втративши провінції за межами Єгипту (окрім острова Кіпр). Антіох III укріпив позиції на своїх південних рубежах та почав готуватись до конфлікту з Римською республікою. Битва при Паніоні є зразковим прикладом елліністичної тактики.

## Передумови
Держави Селевкідів і Птолемеїв вели довгу боротьбу за панування над Келесирією. Провінція знаходилась під контролем Птолемеїв. Попередня, Четверта Сирійська війна була невдалою для Антіоха III. Поразка у вирішальній битві тої війни — битві при Рафії 217 р. до н. е. не дозволила відвоювати Келесирію. Після відновлення контролю над Верхніми сатрапіями і придушення заколоту Ахея цар Селевкідів міг знову спробувати відвоювати Келесирію.
Перед початком війни Антіох III Великий та македонський цар Філіп V уклали договір між собою. Полібій вважав що основною ціллю був розділ володінь Птолемеїв в Малій Азії та районі Егейського моря.
У 202 р. до н. е., син Птолемея Трасея, птолемеївський губернатор Келесирії, перейшов на бік Антіоха III Великого, правителя Держави Селевкідів. Весною 202 до н. е. Антіох розпочав вторгнення до Келесирії і захопив Дамаск. До осені 201 р. до н. е., було окуповано більшу частину Келесирії, після чого цар зі своєю армією повернувся в зимові квартири до Сирії.
Протягом зими Скопас з Етолії, командувач армії Птолемеїв, знову повернув під контроль египтян Палестину. Антіох зібрав свою армію в Дамаску і влітку 200 р. до н. е. почав рух до Палестини де він зустрівся з армію Птолемеїв біля Панію в районі гори Хермон.
З джерел відомо що битва відбулась «в Келесирії, біля Паніуму». Ізраїльський дослідник Б. Бар-Кохва локалізував місце битви біля Паніона, нині Баніас, Голанські висоти біля витоків р. Йордан.

## Розташування і сили сторін

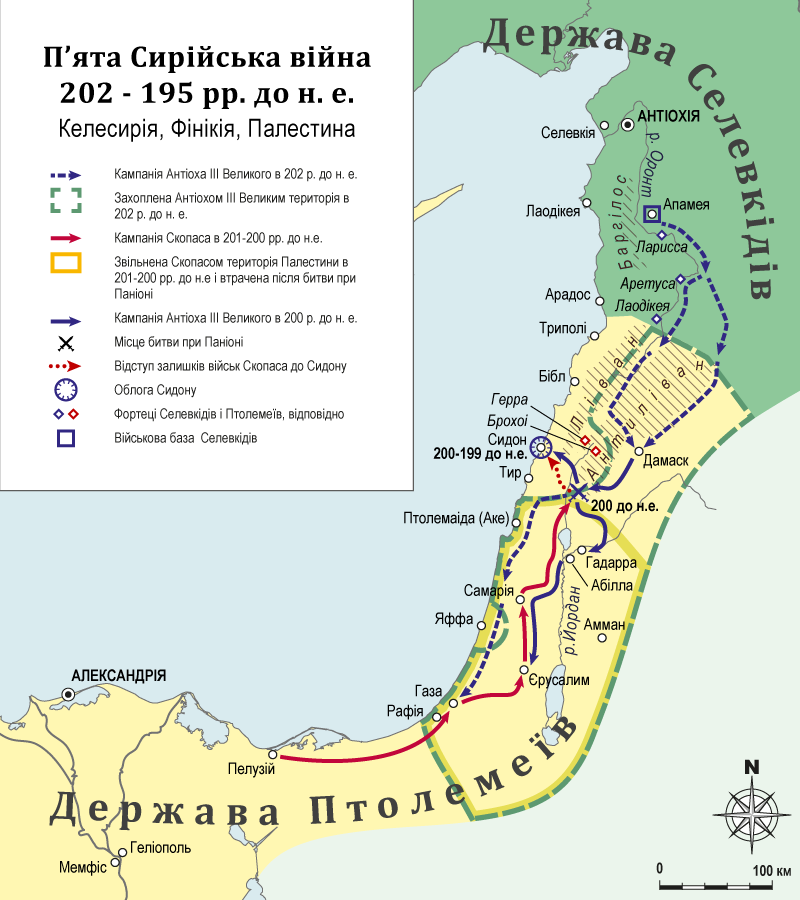
Бойові дії в Келесирії під час П'ятої Сирійської війни

### Армія Птолемеїв
Чисельність армії Птелемеїв дослідники оцінюють в близько 60 000 осіб. Командував армією грецький найманець Скопас з Етолії, він привів із собою 6500 етолійських найманців — 6000 піхотинців і 500 кінноти. Ймовірно, етолійські найманці, піхота та кавалерія, знаходилися на правому фланзі армії Птолемеїв.
В центрі розташовувалась фаланга з македонських фалангів-поселенців (дослідники називають число у 25 000–32 000 фалангітів) під командуванням Птолемея, сина Аеропа, самого македонського поселенця. Це були найкращі війська Птолемеїв.
Ліве крило було розгорнуто на рівнині під плато Панію. Також тут знаходились кавалерія Птолемеїв. А правий фланг впирався в підніжжя гори, ймовірно Тель-Аззазіят.

### Армія Селевкідів
Схоже, що Антіох III мав близько 70 000 солдатів, більше ніж 68 000 з ним у битві при Рафії у 217 році до нашої ери. Після Східного походу він міг використати більшу ресурсну базу, ніж раніше. Полібій ідентифікував у рядах армії Селевкидів в ході битви при Паніумі катафрактів, гетайрів (кінних товаришів царя), тарантинців та іншу кавалерію, фалангітів, гіпаспістів, бойових слонів, неідентифікованих піхотинців і легких піхотинців.
В центрі розташовувалась фаланга, підрозділи кавалерії на флангах. Попереду бойового порядку стали тарентинці і слони, в проміжках між слонами розташовувались стрільці та пращники. Кавалерією на правому фланзі командував Антіох Молодший, син Антіоха III. Антипатр очолював тарантинців. Разом з гіпаспістами та агемою позаду слонів стояв цар Антіох III.

## Битва
Антіох Молодший, син Антіоха III, командував елітними катафрактами армії Селевкідів і вночі перед битвою зайняв пагорб за річкою, ймовірно Тель Хамру, передгір'я гори Гермон. На світанку цар Антіох з усією армією переправився через річку і вишикувався для битви.
Атака катафрактів Селевкідів на правому фланзі розпочала битву. Вони швидко розгромили птолемеївську кавалерію під командуванням Птолемея, син Аеропа.
У центрі фаланга Птолемеїв почала наступ і відтіснила фалангу Селевкідів. Завдяки контратаці бойових слонів Антіох III нейтралізував успіх Скопаса, зупинивши наступ єгипетської армії.
Полібій вказує, що в описі битви Зеноном пропущені деякі важливі моменти, наприклад як бойові слони та легкоозброєні воїни Селевкідів що стояли попереду фаланги змогли відійти і потім контратакувати.
Приблизно в цей час катафракти Селевкідів на чолі Антіохом Молодшим завершили переслідування ворожої кавалерії і повернулись на поле бою. Вони атакували з тилу птолемеївську фалангу. З двох сторін атакували бойові слони, фалангіти і катафракти, відносно нерухома фаланга Птолемеїв була знищена на місці.
|           | …коли фаланга була оточена слонами і кавалерією, сталась жорстока різанина… |
| — Полібій |                                                                             |

Скопас, розташований на правому крилі, втік з поля бою, забравши з собою 10 000 солдат.

## Втрати
Джерела не повідомляють точні дані про втрати, тому дослідники лише роблять припущення, проводячи аналогії з іншими битвами епохи. Наприклад, виходячи з показників втрат фаланги в битвах при Магнезії в 190 р. до н. е. і при Підні в 167 р. до н. е., фаланга Птолемеїв, можливо, втратила 17 500–20 825 убитими полоненими. Йосип Флавій говорить що була знищена значна частина військ.

## Наслідки

Вигляд на імовірне поле бою битви

Скопас із залишками армії в 10 000 тис. відступив до Сидону; інші підрозділи армії Птолемеїв втекли до Єрусалима, Фінікії, Самарії і Десятимістя. До кінця 198 р. до н. е. всі вони були змушені здатися. Після цього Антіох III Великий встановив контроль над Палестиною і Фінікією. Втрата Келесирії, успішна військова кампанія Антіоха III в Малій Азії та внутрішні проблеми змусили Птолемеїв піти на мирні переговори з Антіохом у 195 р. до н. е. Умовами миру було визнання Келесирії за Державою Селевкідів та укладення шлюбу між Птолемеєм V і дочкою Антіоха III, Клеопатрою.
Інші важливі наслідки для Держави Птолемеїв — зменшення чисельності македонських поселенців як класу і зменшення їхньої ролі в державі в наступні роки.

## Проблеми з реконструкцією битви в історичній науці
У зв'язку з тим розповідь Полібія про битву не збереглась, в його «Загальній історії» вміщено лише критичні зауваження до опису битви Зеноном Родоським. Відтак дослідники зіткнулись з наступними проблемами: датування битви, встановлення місця битви, підрахунок чисельності сил обох сторін та їх розташування на полі бою, відтворення перебігу битви.
Реконструкція битви від Бар-Кохви є припущенням що битва проходила на двох «полях бою», розділених річкою. Дехто з дослідників підтримує таку версію, але інші своїх реконструкціях залишають лише одне, північне «поле бою». А. Абакумов запропонував універсальний варіант реконструкції, який би зміг відповісти на більшість проблемних питань.